# Cinnyricinclus leucogaster
El estornino amatista (Cinnyricinclus leucogaster), o también conocido como estornino de espalda violeta o estornino ciruela, es una especie de ave paseriforme de la familia Sturnidae de tamaño relativamente pequeño. Esta especie, que tiene un fuerte dimorfismo sexual, se encuentra ampliamente en los bosques de tierra firme del África negra.